# Gongropteryx fasciata
Gongropteryx fasciata är en fjärilsart som beskrevs av Holland 1893. Gongropteryx fasciata ingår i släktet Gongropteryx och familjen mätare. Inga underarter finns listade i Catalogue of Life.